# Pentodon minutum
Pentodon minutum är en skalbaggsart som beskrevs av Edmund Reitter 1887. Pentodon minutum ingår i släktet Pentodon och familjen Dynastidae. Inga underarter finns listade i Catalogue of Life.